# Gerald Robinson (basket-ball, 1989)
Ne doit pas être confondu avec Gerald Robinson, joueur de basket-ball né en 1984.
Pour les articles homonymes, voir Gerald Robinson et Robinson.
Gerald Anthony Robinson Jr., né le 10 février 1989 à Nashville, Tennessee, est un joueur américain de basket-ball. Il évolue aux postes d'arrière et de meneur.

## Biographie
Après avoir fini ses années universitaires avec les Bulldogs de la Géorgie en 2012, Robinson commence sa carrière professionnelle en Belgique avec le Leuven Bears.
En juillet 2013, Robinson participe à la NBA Summer League 2013 à Las Vegas avec les Grizzlies de Memphis. En août 2013, il signe un contrat d'un an en Israël avec l'Hapoël Gilboa Galil.
Le 25 août 2014, il signe avec le VEF Rīga.
Le 1er juillet 2015, Robinson signe à Nanterre. Le 9 mai 2016, il est nommé MVP de la 33e journée de Pro A.
Fin août 2016, il signe en Iran.
En juillet 2017, Robinson rejoint l'AS Monaco.
Robinson rejoint la JDA Dijon en janvier 2021, il est licencié en mai 2021.
En novembre 2021, il rejoint le Dinamo Basket Sassari, club de première division italienne, jusqu'à la fin de la saison. En juin 2022, Robinson reste pour une saison supplémentaire à Sassari.

## Clubs successifs
- 2012-2013 :  Leuven Bears
- 2013-2014 :  Hapoël Gilboa Galil
- 2014-2015 :  VEF Riga
- 2015-2016 :  Nanterre 92
- 2016-2017 :  Petrochimi Bandar Imam
- 2017 :  ALBA Berlin
- 2017-2019 :  AS Monaco
- Oct. 2019-janv. 2020 :  Promithéas Patras
- Janv.-juin 2020 :  Bursaspor
- Août-déc. 2020 :  Virtus Rome
- Déc 2020-janvier 2021 :  VL Pesaro
- jan 2021-mai 2021 :  JDA Dijon
- sept.-nov. 2021 :   Niners Chemnitz
- depuis 2021 :  Dinamo Sassari

## Statistiques

### Universitaires
Les statistiques en matchs universitaires de Gerald Robinson sont les suivantes :
| Saison    | Équipe          | Matchs | Titul. | Min./m | % Tir | % 3pts | % LF | Rbds/m. | Pass/m. | Int/m. | Ctr/m. | Pts/m. |
| --------- | --------------- | ------ | ------ | ------ | ----- | ------ | ---- | ------- | ------- | ------ | ------ | ------ |
| 2007-2008 | Tennessee State | 32     | 29     | 29,5   | 46,4  | 33,7   | 73,2 | 2,72    | 1,28    | 1,66   | 0,12   | 15,19  |
| 2008-2009 | Tennessee State | 30     | 28     | 33,0   | 44,2  | 27,8   | 77,2 | 3,90    | 3,87    | 2,03   | 0,07   | 17,83  |
| 2010-2011 | Géorgie         | 33     | 32     | 32,4   | 44,2  | 30,1   | 71,0 | 2,70    | 4,03    | 1,27   | 0,12   | 12,15  |
| 2011-2012 | Géorgie         | 32     | 27     | 30,6   | 43,3  | 36,6   | 79,7 | 3,84    | 3,56    | 1,28   | 0,06   | 14,19  |
| Total     |                 | 127    | 116    | 31,3   | 44,6  | 32,0   | 76,2 | 3,28    | 3,18    | 1,55   | 0,09   | 14,77  |

## Palmarès
- Champion de Lettonie 2015
- Leaders Cup 2018